# Thymioptila
Thymioptila är ett släkte av fjärilar. Thymioptila ingår i familjen vecklare.
Kladogram enligt Catalogue of Life:
| Thymioptila | \| \| Thymioptila neolopha \| \| \| \| \| \| Thymioptila oedalea \| \| \| \| |
|             | \| \| Thymioptila neolopha \| \| \| \| \| \| Thymioptila oedalea \| \| \| \| |
|             | Thymioptila neolopha                                                         |
|             |                                                                              |
|             | Thymioptila oedalea                                                          |
|             |                                                                              |